# Július Nosko
Július Nosko (8. červen 1907, Tisovec – 5. září 1986, Praha) byl důstojník československé a slovenské armády podílející se podstatnou měrou na přípravě Slovenského národního povstání, náčelník štábu povstalecké armády.

## Život

### Předválečné období
V letech 1922–1926 navštěvoval Vyšší hospodářskou školu v Košicích, kde maturoval s vyznamenáním, což mu dávalo předpoklad pokračovat ve studiu na vysoké zemědělské škole. Jelikož od rodičů nemohl žádat další finanční prostředky, rozhodl se pokračoval ve studiu na Vojenské akademii v Hranicích. Po skončení studia dne 29. července 1928 byl slavnostně vyřazen.
1. října 1928 nastoupil do aplikační školy jezdectva v Pardubicích. V červenci 1929 nastoupil na 4 roky do jezdeckého pluku č. 4 v Klatovech. 30. září 1930 byl v rámci pluku přemístěn do Dobřan, kde se seznámil se svou budoucí manželkou Annou, se kterou se v roce 1936 oženil. Manželka ho i v budoucnu ochotně následovala po všech jeho vojenských působištích. V roce 1932 byl povýšen na nadporučíka a převelen na Podkarpatskou Rus. Toho roku také nastoupil jako frekventant do jezdecké školy při Vojenském jezdeckém učilišti, kterou ukončil jako nejlepší posluchač v ročníku. Po návratu k jednotce do Podkarpatské Rusi se nakazil malárií a musel být hospitalizován. V následujících letech ještě několikrát změnil působiště, ale od května 1938 působil v Banské Bytrici. Po vzniku Slovenské republiky neviděl své postavení jako evangelík, který má za manželku Češku, příznivě. I přesto se 23. března 1939 hlásil na nově vytvořeném Ministerstvu národní obrany v Bratislavě do slovenské armády. Po reorganizaci jednotek ve slovenské armádě se stal kapitán Nosko přednostou zpravodajského oddělení 2. pěší divize v Banské Bystrici. Tam se opět setkal s Janem Golianem a byl zapojen do odboje.

### Druhá světová válka
Po napadení SSSR Německem odešel na východní frontu, jako příslušník Rychlé divize. Účastnil se bitvy o Lypovec. Byl vyslán na stáž k německé 6. armádě do Charkova. V roce 1943 byl vyslán na Ukrajinu jako náčelník štábu zajišťovací divize. Cestou dostal od Goliana instrukce, aby se nepřidával k tamním partyzánům, ale vrátil se zpět, kde byl více potřebný. Později byl stažen pro údajnou nemoc na Slovensko. Zde se začal zapojovat do povstaleckých příprav na ozbrojené vystoupení proti Německu. Stal se členem Golianova štábu, od 1. května 1944 jako náčelník štábu vojenského ústředí ilegální SNR pro přípravu povstání.
V prvních dnech povstání, byl Nosko 4. září 1944 jmenován náčelníkem štábu Velitelství 1. československé armády na Slovensku a do příchodu generála Viesta 7. října 1944 i zástupcem velitele.
Po ústupu povstalců do hor a přechodu 1. československé armády na Slovensku na partyzánský způsob boje ustupoval přes Nízké Tatry a Slovenské rudohoří, kde se připojil ke zbytku skupiny Prvosenka, která se vytvořila z příslušníků 2. taktické skupiny. V lednu 1945 prošel s touto jednotkou frontu. Generál Svoboda ho na požádání SNR pověřil vedením komise na prověřování důstojníků, kteří přicházeli k sboru z osvobozených území. Po soustředění 2. československé paradesantní brigády v Kežmarku v březnu 1945 se stal zástupcem velitele brigády plukovníka Vladimíra Přikryla. V Kežmarku byl veden intenzivní výcvik brigády, aby se mohla zúčastnit bojů na Moravě. Tento záměr se pro nedostatek výzbroje a materiálu nakonec neuskutečnil.

### Poválečná činnost
Po osvobození byla z 2. paradesantní brigády utvořena 2. pěší divize s operační oblastí na středním Slovensku. Július Nosko se stal jejím prvním velitelem. S platností od 28. října 1946 byl Nosko povýšen na brigádního generála. 24. července 1947 byl jmenován do funkce velitele jednotky Teplice. Pod jeho vedením byly na Slovensku vedeny boje proti banderovcům. 1. prosince 1947 byl přeložen do Prahy na Vysokou školu války jako náčelník oddělení generálního štábu. Od 1. srpna 1947 do 25. ledna 1953 byl náčelníkem vševojskové fakulty na Vysokém vojenském učilišti a poté na Vojenské akademii v Praze. 31. ledna 1953 byl však bez jakýchkoli důvodů propuštěn z armády do zálohy.
Tehdy se opět vrátil ke svému původnímu povolání zootechnika a zůstal bydlet v Dobřanech. V roce 1966 byl rehabilitován. Od 1. června 1968 do 30. dubna 1970 byl v činné službě jako člen rehabilitační komise při Ministerstvu národní obrany v Praze. 1. května 1970 byl přeložen do zálohy. Zemřel v Praze 5. září 1986.

## Dílo
Byl autorem básní, článků a studií a samostatné práce o úloze povstalecké armády v Slovenském národním povstání. Psal i pod pseudonymem Julka Tis. Věnoval se turistice, gymnastice a lyžování, byl pravidelným účastníkem Bílé stopy SNP.
Július Nosko byl autorem prací:
- Vojáci v Slovenském národním povstání
- Takto bojovala povstalecká armáda

## Ocenění

### Vyznamenání
- Medaile Za hrdinství[2], III. stupně, 1940 (Slovenský štát)
- Pamětní medaile Za obranu Slovenska v březnu 1939[3], 1940 (Slovenský štát)
- Medaile Za hrdinství, II. stupeň, 1940 (Slovenský štát)
- Řád rumunské hvězdy[4], IV. třída s meči, 1943 (Rumunsko)
- Slovenský válečný vítězný kříž, IV. třída, udělen 14.04.1944 (Slovenský štát)
- Medaile Za vítězství nad Německem ve Velké Vlastenecké válce 1941–1945[5], udělen 09.05.1945 (SSSR)
- Československá medaile Za chrabrost před nepřítelem, udělen 18.08.1945
- Československý válečný kříž 1939, udělen 11.09.1945
- Československá vojenská medaile za zásluhy, I. stupeň, udělen 07.12.1945
- Řád rumunské koruny, IV. třída, udělen 13.05.1946 (Rumunsko)
- Řád Slovenského národního povstání, I. třída, udělen 01.08.1946
- Medaile Svobody[6], s bronzovou ratolestí, udělen 01.11.1946 (Spojené státy americké)
- Řád rumunské koruny, III. třída s meči, udělen 22.10.1947 (Rumunsko)
- Československý válečný kříž 1939, udělen podruhé 24.10.1947
- Kříž za chrabrost, 1948 (Polsko)
- Pamětní medaile k 20. výročí Slovenského národního povstání, udělena 29.08.1964
- Řád rudé hvězdy, udělen 06.10.1968
- Řád rudé zástavy, udělen 27.08.1969
- Řád práce, 1985

### In memoriam
- Řád Milana Rastislava Štefánika, II. třída, udělen 08.05.1992
- Děkovná medaile prezidenta Slovenské republiky, udělen 29. 8. 2018[7]